# 2002年亞洲運動會巴基斯坦代表團
2002年亞洲運動會於2002年9月29日至10月14日在韓國釜山舉行，巴基斯坦代表團拿下13面獎牌（包括1面金牌），在獎牌榜中名列第23位。